# Diaspora Instituut Nederland
Diaspora Instituut Nederland (DIN) is een Nederlandse organisatie die relaties stimuleert tussen in Nederland en Suriname gevestigde bedrijven, organisaties, instituten en personen. Het achterliggende doel is een bijdrage te leveren aan de ontwikkeling van Suriname.
President Chan Santokhi lanceerde het instituut op 11 september 2021 in Ons Suriname in Amsterdam, terwijl hij in Nederland op werkbezoek was met zijn ministers Albert Ramdin (BIBIS), Parmanand Sewdien (LVV), Amar Ramadhin (Volksgezondheid) en Kenneth Amoksi (JusPol). Kathleen Ferrier, die betrokken was bij de voorbereiding van de oprichting van het instituut, is de eerste voorzitter van de organisatie. Het DIN is een zusterafdeling van het Diaspora Instituut Suriname (DIS) dat op 18 november 2020 werd gelanceerd. Sindsdien werkt het aan samenwerking en synergie met andere organisaties, waaronder het Diaspora Instituut Suriname, de Vereniging Nederlandse Gemeenten, de Internationale Organisatie voor Migratie om tot concrete projectvoorstellen te komen.
In augustus 2022 trad het voltallige bestuur af om ruimte te maken voor herbezinning, aldus scheidend voorzitter Kathleen Ferrier. Er zou volgens haar een ander soort structuur en bestuur nodig zijn om de verwachtingen bij de oprichting te kunnen waarmaken. In juni 2023 werd het DIN gereactiveerd met het aantreden van John Brewster als voorzitter.